# Hemideina trewicki
Hemideina trewicki är en insektsart som beskrevs av Morgan-richards 1995. Hemideina trewicki ingår i släktet Hemideina och familjen Anostostomatidae. Inga underarter finns listade i Catalogue of Life.